# Melanchra rufa
Melanchra rufa är en fjärilsart som beskrevs av Tutt 1892. Melanchra rufa ingår i släktet Melanchra och familjen nattflyn. Inga underarter finns listade i Catalogue of Life.